# Контадора
Острів Контадора (ісп. Isla Contadora) — панамський острів, що входить до архіпелагу Лас-Перлас в Панамській затоці. Населення — 115 чоловік.

## Історія
В 1980 році на Контадорі короткотривало проживав шах з Ірану Мохаммед Реза Пахлаві.
В 1980-і роки на острові обговорювався Контадорський процес, що поклав початок мирному врегулюванню ситуації в Центральній Америці. Тому Контадорська група отримала свою назву за назвою острова.

## Транспорт
На острові розміщений невеликий місцевий аеропорт (IATA), що обслуговує регулярні рейси між островом та столицею Панами, а також іншими островами архіпелагу.

## Туризм
Контадора є досить популярним серед туристів.